# Turmhügel Seubersdorf II
Der Turmhügel Seubersdorf II ist eine abgegangene mittelalterliche Turmhügelburg (Motte) am Ostrand von Seubersdorf, einem Ortsteil von Weismain im Landkreis Lichtenfels in Bayern.
Von der ehemaligen Burganlage ist noch der Turmhügel erhalten. Im Zentrum von Seubersdorf befindet sich der durch die Ortskirche überbaute Turmhügel Seubersdorf.